# Ochraethes clerinus
Ochraethes clerinus là một loài bọ cánh cứng trong họ Cerambycidae.